# Disterigma campii
Disterigma campii är en ljungväxtart som beskrevs av A. C. Smith. Disterigma campii ingår i släktet Disterigma och familjen ljungväxter. Inga underarter finns listade i Catalogue of Life.